# Лай (фамилия)
Лай — китайская фамилия ( клан ). 賴 / 赖

## Известные Лай 赖
- Лай Вэньгуан ( 1827 - 1868 ) 賴文光 ( кант. Lai Wenkwok ) - один из предводителей Тайпинского восстания, уроженец Мэйчжоу провинции Гуандун.
- Лай Чансин (赖昌星, р. 1958) — китайский предприниматель, уроженец провинции Фуцзянь.